# Джеймс Стіллмен Рокфеллер
Джеймс Стіллмен Рокфеллер (англ. James Stillman Rockefeller, 8 червня 1902 — 10 серпня 2004) — американський академічний веслувальник.
Олімпійський чемпіон 1924 року в складі вісімки.